# Фабіо Болліні
Фабіо Болліні (італ. Fabio Bollini, нар. 19 вересня 1983) — санмаринський футболіст, що грав на позиції півзахисника.
Виступав, зокрема, за клуби «Мурата» та «Ла Фіоріта», а також національну збірну Сан-Марино.

## Клубна кар'єра
У дорослому футболі дебютував 2002 року виступами за команду клубу «Кайлунго», в якій провів два сезони. 
Протягом 2004—2006 років захищав кольори команди клубу «Тре Фйорі».
Своєю грою за останню команду привернув увагу представників тренерського штабу клубу «Мурата», до складу якого приєднався 2006 року. Відіграв за команду з Мурати наступні чотири сезони своєї ігрової кар'єри.
У 2010 році уклав контракт з клубом «Ла Фіоріта», у складі якого провів наступні три роки своєї кар'єри гравця. 
Протягом 2014—2016 років захищав кольори команди клубу «Фольгоре-Фальчано».
Завершив професійну ігрову кар'єру у клубі «Лібертас», за команду якого виступав протягом 2016—2017 років.

## Виступи за збірну
У 2007 році дебютував в офіційних матчах у складі національної збірної Сан-Марино. Протягом кар'єри у національній команді, яка тривала 7 років, провів у формі головної команди країни 15 матчів.